# 陕西宾馆
陕西宾馆，位于中国陕西省西安市雁塔区丈八北路1号。

## 历史
陕西宾馆，又称陕西丈八沟宾馆，位于西安市南郊丈八沟，地处西安高新技术产业开发区的中心，和西安高新技术产业开发区中央商务区毗邻，是接待党和国家领导人及大型会议的园林式国宾馆。2006年7月，获中国饭店协会授予AAAAA级“中国绿色饭店”。
2011年9月22日至9月24日，2011欧亚经济论坛在西安市举行，陕西宾馆是主要接待单位，接待了哈萨克斯坦前总理谢尔盖·捷列先科、亚美尼亚副议长巴拉萨尼扬·萨姆威尔、柬埔寨副首相吉春、吉尔吉斯共和国副议长玛梅罗娃、蒙古国前总理林钦尼亚木·阿玛尔扎尔嘎勒、尼泊尔前首相基尔提·尼迪·比斯塔、蒙古国前总统彭萨勒玛·奥其尔巴特、摩尔多瓦副总理莫尔多瓦努·米哈伊尔、塔吉克斯坦副议长阿米尔绍·米拉利耶夫，并接待了中共中央政治局常委李长春。
2011年，18号楼和陕西大会堂用一年时间建成。18号楼和陕西大会堂由陕西延长石油（集团）有限责任公司投资建设，中国建筑西北设计研究院有限公司设计，陕西建工集团施工。2012年获陕西省长安杯、文明工地、新技术、结构示范工程等等荣誉，2013年8月23日通过了由中国建筑业协会组织的专家验收。获得2012-2013年度中国建设工程鲁班奖。

## 建筑
陕西宾馆占地面积75万平方米，建筑面积33万平方米，湖面面积5.4万平方米。陕西宾馆现有客房近2000间，餐厅超过13个，设有千人宴会厅及包间等。此外，还有大会堂、大礼堂，及各类会议室、接待厅、多功能厅等100多个。娱乐健身中心设有棋牌室、健身房、室内游泳馆、KTV厅、SPA水疗馆、网球馆、美容美发室、购物中心等。陕西宾馆的主要建筑有：
- 丈八湖：从陕西宾馆院内东南延伸到西北。[3]
- 1、2、3、4、5号楼：都是别墅式小楼，建于1958年。1号楼曾经接待过刘少奇、邓小平、江泽民、胡锦涛等党和国家领导人及不少外国政要。每个楼内设有水处理系统、自动化温控系统、安全监控系统。[1]这5座楼位于南部，其中1号楼位于大礼堂南侧，2、3号楼位于1号楼西南，4、5号楼位于1号楼东南。[3]
- 6号楼：位于4号楼西侧。[3]
- 7、8、9号楼：建成于1964年。曾经接待过周恩来、朱德等党和国家领导人。每个楼内布局典雅，宴会厅宽敞。[1]7、8号楼位于西南部。7号楼北侧接建有西苑楼，7号楼和西苑楼西侧接建有7号餐厅。9号楼位于东南部，4号楼的南侧。[3]
- 10号楼：位于北部，北门东南侧，丈八湖北岸。10号楼北侧有10号餐厅。[3]建于2007年。[4]
- 11号楼：位于西部，西苑楼以北。[3]改建于2008年。[4]
- 12号楼：位于东部，东门南侧，丈八湖东岸。[3]建于2007年。[4]
- 18号楼：位于西北部。[3]建于2012年。[4]
- 贵宾楼：位于东南部，丈八湖以南，9号楼东南。[3]
- 大礼堂：位于中部，丈八湖以南，1号楼以北。[3]建于1958年。为二层建筑，建筑面积3350平方米。 1999年6月，中共中央总书记江泽民在此发出“西部大开发”号令。大礼堂曾接待陕西省第十次、第十一次党代会。[5]
- 北礼堂：位于东北部，10号楼东侧。[3]建筑面积1235平方米。曾接待中共中央总书记江泽民、胡锦涛等党和国家领导人，仅2002年江泽民来陕西宾馆就使用过4次。[5]
- 陕西大会堂：位于西北部，18号楼西南侧。[3]2011年底建成投入使用。总建筑面积6.5万平方米。四面悬挂中华人民共和国国徽，四面都有高十多米、直径2.4米的8根廊柱，入口处有铜门。室内有大会场1个，多功能厅1个，会议室34个。2012年起，接待了陕西省“两会”、陕西省第十二次党代会等政务会议及其他商务会议。[5][6][7]2015年5月14日，中华人民共和国主席习近平在陕西大会堂会见了来华访问的印度总理纳伦德拉·莫迪。[8]
- 网球场：位于南部，贵宾楼以西。[3]
- 游泳中心：位于11号楼北侧，丈八湖南岸。[3]